# Babel Fish
Babel Fish là dịch vụ dịch tự động trực tuyến của Yahoo!, nó có thể dịch dạng văn bản hoặc nguyên một trang web từ một ngôn ngữ này sang một ngôn ngữ khác. Dịch vụ được phát triển bởi AltaVista. Cái tên "Babel Fish" dựa trên cảm hứng từ một con vật hư cấu có khả năng dịch ngay lập tức bất cứ một ngôn ngữ nào trong cuốn tiểu thuyết The Hitchhiker's Guide to Galaxy của nhà văn Douglas Adams.

## Lịch sử
Tháng 12 năm 1997, Bable Fish ra đời. Công nghệ mà nó sử dụng là của SYSTRAN, công nghệ rất mạnh trong lĩnh vực dịch máy.. Nó được coi là dịch vụ dịch trực tuyến cổ nhất trên thế giới và có thể dịch qua lại các thứ tiếng Anh, tiếng Trung giản thể, tiếng Trung phồn thể, tiếng Hà Lan, tiếng Pháp, tiếng Đức, tiếng Hy Lạp, tiếng Ý, tiếng Nhật, tiếng Hàn, tiếng Bồ Đào Nha, tiếng Nga và tiếng Tây Ban Nha. Dịch vụ cũng thừa nhận rằng nó không cho các bản dịch hoàn hảo. Tháng 7 năm 2003, dịch vụ này được mua lại bởi Yahoo!.
Sau một thời gian dài tồn tại vào tháng 9 năm 2008 địa chỉ babelfish.altavista.com chính thức thuộc về Yahoo!, khi người dùng gõ địa chỉ này vào trình duyệt web nó được chuyển đến trang babelfish.yahoo.com.
Tháng 5 năm 2012, người dùng khi truy cập trang chủ của dịch vụ này đều bị chuyển hướng tới trang microsofttranslator.com vì lúc đó dịch vụ dịch của Microsoft đã thay thế Babel Fish.
Tháng 6 năm 2013, trang chủ của nó lại không chuyển hướng tới Microsoft Translator nữa mà lại về trang chủ của Yahoo! (yahoo.com).

## Lỗi
Không giống như Google Translate, Babel Fish gặp lỗi khi dịch nếu trang cần dịch có địa chỉ URL gồm các ký tự không thuộc hệ thống chữ cái La tinh, chẳng hạn nó không dịch được trang chính của Wikipedia tiếng Nhật.